# Cutterwil
Cutterwil est une localité et une ancienne commune suisse du canton de Fribourg, située dans le district de la Sarine.

## Histoire
Les familles Villars, Vuippens, Praroman, Wild, Diesbach, la Confrérie du Saint-Esprit, le grand hôpital de Fribourg et le monastère de La Maigrauge eurent des droits seigneuriaux ou des biens à Cutterwil.
Le village, francophone malgré son nom à consonance allemande, fit partie des Anciennes Terres jusqu'en 1798, du district et arrondissement de Fribourg de 1798 à 1848 puis du district de la Sarine. Les conflits avec les villages voisins de Grolley, Misery et Belfaux au sujet des pâturages et de l'entretien des routes sont fréquents aux XVIe et XVIIe siècles. L'ancienne commune compte une belle ferme datant de 1722 dépendant jusqu'au XXe siècle du château de Rosière (commune de Grolley), aujourd'hui protégée.
Cutterwil fait partie de la commune de Belfaux depuis 1977, date à laquelle elles ont fusionné.

## Toponymie
1361 : Curtivri
Ancien nom français : Cudrevy

## Démographie
Cutterwil comptait 100 habitants en 1811, 105 en 1850, 77 en 1880, 93 en 1900, 92 en 1950, 80 en 1991.